# Список населённых пунктов Плесецкого района
*Административные центры указаны жирным шрифтом
- Емцовское городское поселение
  - Емца
  - Верховский
- Кенозерское сельское поселение
  - Бухалово
  - Вершинино
  - Горбачиха
  - Горы
  - Емельяновская
  - Ершово
  - Захарова
  - Зехнова
  - Карпова
  - Качикова Горка
  - Косицына
  - Майлахта
  - Минина
  - Мыза
  - Печихина
  - Погост
  - Поча
  - Рыжково
  - Ряпусовский Погост
  - Семёново
  - Сивцева
  - Спицына
  - Сысова
  - Тамбич-Лахта
  - Телицына
  - Тырышкино
  - Усть-Поча
  - Федосова
  - Шишкина
- Кенорецкое сельское поселение
  - Аверкиевская
  - Волово
  - Враниковская
  - Ивановская
  - Измайловская
  - Караник
  - Коровино
  - Коровино
  - Корякино
  - Кузьминская
  - Пёршлахта
  - Поромское
  - Рудниковская
  - Самково
  - Самково
  - Степановская
- Коневское сельское поселение
  - Авдотьино
  - Антушевская
  - Афанасовская
  - Бабинская
  - Бабкино
  - Бережная Дуброва
  - Боброво
  - Верещагина
  - Вознесенская
  - Гаврилово
  - Глуходворская
  - Гоголево
  - Горка
  - Грязово
  - Иваново
  - Карельское
  - Коковка
  - Конёво
  - Костино
  - Красное
  - Кувакино
  - Кузнецова
  - Курятовская
  - Мартемьяновская
  - Масталыга
  - Мост
  - Муравьево
  - Надконецкая
  - Нижняя
  - Новая Кашникова
  - Новины
  - Пашевская
  - Подкарельское
  - Пожаровская
  - Потылицинская
  - Самылово
  - Старая Кашникова
  - Томихино
  - Труфановская
  - Часовенская
  - Шейна
  - Шелгачево
  - Шуреньга
- Обозерское городское поселение
  - Большая Кяма
  - Великоозерский
  - Летнеозерский
  - Малиновка
  - Малые Озерки
  - Мошное
  - Обозерский
  - Первомайский
  - Сосновка
  - Уромец
  - Швакино
  - Щукозерье
- Оксовское городское поселение
  - Булатово
  - Гора
  - Дениславье
  - Казакова
  - Коршакова
  - Матвеевская
  - Наволок
  - Оксова
  - Оксовский
  - Польская
  - Пустынька
  - Росляковская Запань
  - Тарасова
  - Тетерина
  - Фалево
  - Хавдина
  - Шиловская
- Плесецкое городское поселение
  - Плесецк
  - Пукса
- Почезерское сельское поселение
  - Дедова Горка
  - Кузьминка
  - Нижнее Устье
  - Першинская
  - Преснецовская
  - Строева Горка
  - Филипповская
- Пуксоозерское городское поселение
  - Белое Озеро
  - Пуксоозеро
- Савинское городское поселение
  - 88-го квартала
  - Кривозерко
  - Река Емца
  - Савинский
  - Савинское
  - Санатория Тимме
  - Шелекса
  - Шестово
- Самодедское городское поселение
  - Самодед
- Североонежское городское поселение
  - Икса
  - Кармозерская
  - Курлаевская
  - Максимовская
  - Осташкино
  - Североонежск
  - Строителей
- Муниципальное образование «Тарасовское»
  - Алексеевская
  - Бархатиха
  - Блиниха
  - Бородина
  - Великий Двор
  - Вересник
  - Верхний Конец
  - Горка
  - Гришина
  - Гусевская
  - Еремеевская
  - Заболото
  - Кашина
  - Конецгорье
  - Королиха
  - Креково
  - Курка Гора
  - Лейнема
  - Масленникова
  - Матнема
  - Мишутиха
  - Монастырь
  - Наволок
  - Низ
  - Озаргина
  - Перхина
  - Пивка
  - Плесо
  - Подволочье
  - Подгорня
  - Пресничиха
  - Скрипово
  - Средьпогост
  - Степаниха
  - Тарасиха
  - Угол
  - Фудякова
  - Чубарова
  - Юра-Гора
  - Юрмала
  - Якшина
- Ундозерское сельское поселение
  - Гороховская
  - Мезень
  - Погост
  - Скарлахта
  - Ундозеро
  - Янгоры
- Федовское сельское поселение
  - Алфёрово
  - Антроповская
  - Богданово
  - Бодухино
  - Боярская
  - Бураково
  - Васильевская
  - Горка
  - Грязная
  - Губино
  - Закумихинская
  - Зашондомье
  - Зиново
  - Зубово
  - Иевлево
  - Ириньино
  - Корзово
  - Коротаево
  - Кузнецово
  - Ленино
  - Липаково
  - Лужма
  - Мануиловская
  - Михалёво
  - Мозолово
  - Монастырская
  - Ожбалово
  - Погост
  - Порозово
  - Прохново
  - Рублёво
  - Сандрово
  - Сеза
  - Семёново
  - Тарасово
  - Федово
  - Харлово
  - Черноково
- Холмогорское сельское поселение
  - Авангард
  - Лиственичный
  - Ломовое
  - Малька
  - Холмогорская
- Ярнемское сельское поселение
  - Иг
  - Улитино
  - Ярнема